# Plangia
Plangia is een geslacht van rechtvleugeligen uit de familie sabelsprinkhanen (Tettigoniidae). De wetenschappelijke naam van dit geslacht is voor het eerst geldig gepubliceerd in 1873 door Stål.

## Soorten
Het geslacht Plangia omvat de volgende soorten:
- Plangia albolineata Brunner von Wattenwyl, 1878
- Plangia compressa Walker, 1869
- Plangia deminuta Griffini, 1908
- Plangia graminea Serville, 1838
- Plangia guttatipennis Karsch, 1889
- Plangia karschi Chopard, 1954
- Plangia laminifera Karsch, 1896
- Plangia nebulosa Karsch, 1890
- Plangia ovalifolia Bolívar, 1912
- Plangia segonoides Butler, 1878
- Plangia unimaculata Chopard, 1955
- Plangia villiersi Chopard, 1954